# L'ultima porta - The Lazarus Child
L'ultima porta (The Lazarus Child) è un film del 2005 diretto da Graham Theakston.

## Trama
Un incidente stradale lascia la piccola Frankie Heywood gravemente ferita e in uno stato di coma vegetativo. Il fratello Ben, presente al momento dell'incidente rimane traumatizzato dalla cosa e cade in profonda depressione. I suoi genitori, Jack e Alison, già provati da problemi familiari devono ora affrontare un problema ancora più grande.
Giunti a conoscenza della controversa terapia della neurologa Elisabeth Chase che potrebbe forse risvegliare Frankie, i due coniugi decidono di metterla in pratica anche a possibile scapito della vita del loro figlio Ben.